# Mukwayanzo Bulayima
Mukwayanzo (Eugène) Bulayima (Kinshasa, 26 januari 1969) is een voormalig profvoetballer uit Zaïre (tegenwoordig Congo-Kinshasa) die als doelman speelde. Zijn naam wordt ook geregeld geschreven als Mukuayenzo of Mukuayanzo en Balajima.
Hij debuteerde op zestienjarige leeftijd in 1985 voor CS Imana dat dat jaar van naam veranderde in Daring Club Motema Pembe (DCMP). In 1989 speelde hij reeds voor het Zaïrees voetbalelftal. In januari 1993 kwam hij bij Feyenoord en werd op amateurbasis als derde doelman toegevoegd aan de selectie en speelde in het tweede elftal. Bulayima stond in het seizoen 1993/94 onder contract bij Feyenoord maar speelde voor deze club geen officiële duels. Het daaropvolgende seizoen werd hij verhuurd aan RBC en speelde hij in het seizoen 1994/95 voor die club 25 duels in de Eerste divisie.
Van 1997 tot 1999 speelde hij nog voor de Chinese club Yanbian Aodong (in 1999 Jilin Aodong) genoemd) in de Jia League. Bulayima werd in deze periode herhaaldelijk verkozen tot beste keeper van het seizoen.
Bulayima nam met het Zaïrees voetbalelftal deel aan de African Cup of Nations 1994 waar de kwartfinale bereikt werd.
In 2011 was Bulayima keeperstrainer in het noordwesten van Engeland. Dat jaar was hij in die functie ook verbonden aan zijn oude club DCMP en de Congolese voetbalbond. Anno 2013 is hij hoofdtrainer van DCMP. Hierna werd hij keeperstrainer bij het Congolees voetbalelftal.